# Biblis sistgambis
Biblis sistgambis är en fjärilsart som beskrevs av Hans Fruhstorfer 1909. Biblis sistgambis ingår i släktet Biblis och familjen praktfjärilar. Inga underarter finns listade i Catalogue of Life.